# Physotheca autoica
Physotheca es un género monotípico de musgos hepáticas perteneciente a la familia Geocalycaceae. Su única especie Physotheca autoica, es originaria de  Ecuador.

## Taxonomía
Physotheca autoica fue descrita por J.J.Engel & Gradst.     y publicado en Taxon 52: 764. 2003.